# Asilus gamaxus
Asilus gamaxus là một loài ruồi trong họ Asilidae. Asilus gamaxus được Walker miêu tả năm 1851. Loài này phân bố ở vùng Tân nhiệt đới.